# Perdhro
Perdhro (ook wel Perthro of Perth) is de veertiende rune van het oude futhark. De klank is 'P'. Perdhro is de zesde rune van de tweede Aett. Deze rune kan worden gezien als een dobbelbeker op zijn zijde, maar zou ook zoveel kunnen betekenen als peren- of vruchtboom.

## Karaktercodering
| Unicode Codepoint | U+16c8                       |
| Unicode-Name      | RUNIC LETTER PERTHO PEORTH P |
| HTML              | &#5832;                      |